# Mulheres Apaixonadas
Mulheres Apaixonadas é uma telenovela brasileira produzida e exibida pela TV Globo de 17 de fevereiro a 10 de outubro de 2003, em 203 capítulos. Substituindo Esperança e foi substituída por Celebridade, sendo a 63.ª "novela das oito" exibida pela emissora.
Foi a sexta novela da "série das Helenas" de Manoel Carlos, contou com a colaboração de Maria Carolina, Fausto Galvão e Vinícius Vianna. Sua direção ficou a cargo de José Luiz Villamarim, Marcelo Travesso, Rogério Gomes e Ary Coslov, com direção geral de Ricardo Waddington, Gomes e Villamarim e direção de núcleo de Waddington.
Contou com as atuações de Christiane Torloni, José Mayer, Tony Ramos, Susana Vieira, Giulia Gam, Marcello Antony, Helena Ranaldi, Dan Stulbach e Carolina Dieckmmann nos papéis principais.

## Enredo

### Trama principal
Helena é uma professora de história e diretora da Escola Ribeiro Alves (ERA) que, depois de muitas crises nos seus 15 anos de casamento com o músico Teófilo "Téo", começa a se questionar sobre o amor e a convivência na relação. O que ela não sabe, no entanto, é que Téo mantivera uma relação amorosa com a ex-garota de programa Fernanda enquanto casado com Helena, chegando a ter dois filhos bastardos: Lucas, que convive com o casal, e Salete, criada pela mãe solteira. O dilema de Helena se reforça quando ela reencontra seu ex-namorado César, um respeitado neurocirurgião, pai de Marcinha e Rodrigo que mantém uma relação afetuosa com a filha, em contraste à rejeição do filho Rodrigo — intensificada com o falecimento de Isabel, sua ex-mulher e mãe de seus dois filhos. Durante o enterro, Rodrigo culpa César pela morte da mãe, justificando o seu caso com a assistente Laura, iniciado quando sua mãe ainda estava viva.
Já Márcia, conhecida como Marcinha, é uma das alunas em destaque da Escola Ribeiro Alves, a ERA, tem várias amigas, dentre elas Clara, que passa a se envolver com Rafaela, sofrendo inúmeros preconceitos de Paulinha,que é sua melhor amiga, filha do porteiro Oswaldo, que cria uma relação de desafeto com o pai por sua profissão e condição financeira, e também persegue as jovens, que mantém uma relação desaprovada por Margareth, mãe de Clara. Marcinha também não esconde sua paixão pelo colega Fred, onde faz de tudo para demonstrar seus sentimentos, sem ser correspondida,sendo que Fred o mantém como uma amiga, pois Fred se apaixona de verdade pela nova professora de educação física Raquel, ela também tenta selar os laços de paz entre o pai e o irmão Rodrigo.
Já Rodrigo, vai trabalhar na revendedora de motos se tornando amigo de Diogo e Cláudio, filho de Marta e Onofre Moretti.
Ainda no decorrer da trama, César e Laura chegam a noivar, mas o casamento se dissolve com a crescente aproximação dele com a residente Luciana, filha de Téo com a cantora Pérola. Depois de integrar Luciana para a sua equipe médica, César acaba iniciando um relacionamento amoroso, a contra vontade de Helena, para quem ela detalha a relação sem saber de suas intenções. Téo é confrontado por Heloísa, irmã de Helena, a respeito de um recado, deixado por Fernanda no celular de Téo, no dia do casamento de Diogo e, mais tarde, tem uma discussão acalorada com a mulher. Como resultado, eles se separam: Téo vai morar no Hotel Praia Leblon — cujo Nick Bar ele e Pérola se apresentam — e mantém a relação amistosa com Fernanda e Salete, lhes dando apoio econômico e emocional como antes, enquanto Helena finalmente reencontra sua grande paixão e eles começam a se relacionar, ainda quando César mantém seu caso com Luciana.
Ao final da trama, Fernanda é baleada e morre. Em seu leito de morte, detalha a Helena sua relação com Téo, guardada em segredo por ele e sua família há anos. Descobre-se também que Lucas, filho de Téo e Helena, é, na verdade, adotado, fruto de um encontro do pai com Fernanda — assim como Salete, cuja guarda é disputada por Téo e a avó da menina Inês. Laura conhece Téo no hospital e se apaixona por ele, vindo a cuidar de Salete, enquanto Helena e César estabilizam a relação e confessam o amor ressentido que sentiam um pelo outro durante todo este tempo.

### Tramas paralelas
As irmãs de Helena, Hilda e Heloísa, são suas confidentes e conselheiras. Hilda é uma feliz confeiteira que vive uma vida estável com o marido Leandro, mas vê tal se desmoronar com a descoberta de um tumor maligno nos seios, dando origem a um câncer de mama. Heloísa, por sua vez, é uma mulher de personalidade forte e obcecada pelo marido Sérgio, cujos ciúmes se fazem cada vez mais constantes: rasga suas roupas, vistoria seus bolsos e chega a esfaqueá-lo quando ele a chama de estéril. Ela começa a frequentar reuniões do Mada mas continua com graves crises de ciúmes, intensificadas com a separação e com a aproximação de Sérgio e Vidinha, filha de Lorena, a quem já estava cantando. Ao final, Heloísa é internada e revela-se que ela fez uma laqueadura tubária para não engravidar e ter que disputar as atenções de seu ex-marido com uma criança, enquanto Sérgio e Vidinha se intensificam como casal.
Lorena, cunhada de Helena e irmã de Téo, conhece o rapaz Expedito na festa de casamento de seu filho Diogo, e o convence a morar com ela e a trabalhar como modelo. Eles acabam se apaixonando e constroem uma relação, dissolvida com a aproximação dele por modelos mais novas. A irmã de Expedito, Edwiges, vive com os pais Ana e Argemiro nos fundos da ERA; moça simples e humilde, se apaixona pelo rico Cláudio, uma relação desaprovada pelos pais dele e ameaçada com a chegada da amiga de infância dele, Gracinha. Eles se separam e Cláudio chega a engravidá-la nesse período, mas acabam se reaproximando e Gracinha cria a criança sozinha. Cláudio e Edwiges se casam e ele tira sua virgindade na noite de núpcias. Na escola, Santana é uma professora alcoólatra que chega a ser afastada do trabalho em uma de suas crises, conseguindo frequentar os Alcoólicos Anônimos e cuidar de seu problema.
O mulherengo Diogo se casa com Marina após engravidá-la, sendo desaprovado pelos pais da moça, Silvia e Afrânio. Marina perde o bebê e eles se separam, com Diogo vindo a reencontrar-se com a prima Luciana, por quem mantinha uma paixão mútua de infância, e vai embora do Rio de Janeiro com ela. Desencantada com o casamento, Silvia passa a se encontrar com o taxista Caetano, marido de Rosinha, secretária da ERA, e que já estava traindo-a com a empregada de Silvia. Ela realiza suas fantasias secretas com ele, frequentando casas de forró e motéis com figurinos populares. Estela, prima de Helena, é uma rica socialite que se apaixona pelo padre Pedro, que realizou sua primeira comunhão; depois de muitas investidas sem sucesso de Estela, ele abandona a batina e assume a relação. A mimada Dóris vive com os pais Irene e Carlão, o irmão Carlinhos e os avós Flora e Leopoldo, a quem os maltrata constantemente; ela os rouba e proclama diversas palavras de ódio, chegando a sugerir que fossem para um asilo, acobertada pela mãe e repreendida pelo pai. Ele a agride e a expulsa de casa, ao que ela vai morar no hotel com Estela — para quem começa a trabalhar como secretária — e se entrega à prostituição. Os idosos vão para o Retiro dos Artistas e Carlão, ressentido com o ato e descobrindo que Dóris se prostitui, bate novamente na filha e a humilha publicamente para todos no hotel.
Helena contrata a professora de educação física Raquel, vinda de São Paulo disposta a mudar de vida depois de sofrer nas mãos de seu abusivo ex-marido Marcos e que desenvolve uma boa convivência com os alunos, em especial o tímido Fred, grande paixão de Marcinha. A relação, já observada por Eleonora, mãe protetora do menino, sofre um grande revés com a chegada de Marcos: depois de persegui-la, passa a morar no apartamento de Raquel e agride sua ex-esposa psicologicamente e fisicamente, espancando-a várias vezes, com uma raquete de tênis. Ao descobrir o relacionamento, Fred rapidamente rejeita Marcos, sendo humilhado pelo agressor, por conta de seu ciúme obsessivo por Raquel, quando ele o leva para o meio de uma estrada, e lhe abandona, logo depois, atropela e acaba quebrando a sua bicicleta cruzando com o carro por cima, e ainda em uma conversa fere sua mão, com um aperto de mão, fazendo até da Escola Ribeiro Alves palco de suas crueldades contra Raquel e Fred. Constantemente pressionada a denunciá-lo e abandoná-lo pela empregada Yvone e por Helena, Raquel toma coragem e vai à delegacia prestar queixa, após ser por última vez brutalmente agredida. Marcos, por sua vez, passa a se envolver com Dóris,filha de Irene e Carlão, e, com ela, arma uma emboscada para matar Fred. Os dois acabam morrendo, caindo com o carro em uma ribanceira direto ao mar, para o desespero de Raquel durante o velório, Marcinha que era completamente apaixonada por ele, revela todo  seus sentimentos de amor por Fred, revelando-se que o amava e ainda declara um poema de Fernando Pessoa ainda no último capítulo, no término do ano letivo revela-se que Raquel está grávida de Fred.

## Antecedentes
Depois de participar de trabalhos em outras emissoras, coordenando teleteatros e humorísticos, Manoel Carlos estreou como autor de telenovelas da TV Globo em 1978 com Maria, Maria e A Sucessora, ambas exibidas no horário das 18h. Dois anos depois, em 1980, serviu de colaborador em Água Viva, novela de autoria de Gilberto Braga no horário das 20h e, em 1981, escreveu Baila Comigo, sua primeira como titular no horário. Protagonizada por Lílian Lemmertz, esta foi a sua primeira novela a ter uma protagonista de Helena, iniciando a chamada "série de Helenas", que tornaria-se marca característica de suas produções do tipo. Após escrever Sol de Verão em 1982, o autor saiu da Globo e retornou à emissora em 1991 com Felicidade, transmitida às 18h e protagonizada por Maitê Proença.
O setor de teledramaturgia da TV Globo estreou no mesmo ano de sua inauguração, em 1965, com O Ébrio, no horário das 20 horas. Durante as décadas de 1960, 1970 e 1980, a faixa sofreu quatro interrupções: a primeira, após a exibição do folhetim supracitado; a segunda, depois de Rosa Rebelde; a terceira, logo após Escalada; e a quarta, após Sol de Verão. Desde o lançamento da primeira produção, até Esperança (2002), haviam sido produzidas 62 novelas nesta faixa.

## Produção

### Concepção e desenvolvimento
Originalmente, Gilberto Braga seria o autor responsável pela novela das oito sucessora de Esperança, idealizada por Benedito Ruy Barbosa, tendo sido anteriormente cotado para substituir O Clone, de Gloria Perez. Contudo, a sinopse da trama foi desaprovada pela emissora por abordar a fama, mesmo tema central do folhetim das 19 horas, Desejos de Mulher, necessitando de readequações nos perfis dos personagens, especialmente na protagonista. Assim, em maio de 2002, a Globo recorreu a Manoel Carlos, que estava de férias em Nova Iorque e ainda não tinha concebido o enredo, enquanto Gilberto teve a sua trama (Celebridade) reescalada para suceder Manoel. Manoel Carlos passou 15 dias reunido com sua pesquisadora para começar a desenvolver a sua próxima telenovela, já tendo definido dois dos temas que seriam abordados: a bissexualidade feminina e união legal entre homossexuais. Ao jornal Folha de S.Paulo, ele comentou a estrutura da novela, comparando-a com suas obras anteriores:
| “ | Minha protagonista feminina é sempre uma mulher de mais de 40 anos, porque é o universo que acho mais interessante. A mulher de 40 está no limiar de decisões importantes, é uma idade extremamente vigorosa. Quase sempre ela já passou por um casamento e teve um filho. Não está velha, mas não é mais uma mocinha e despertou para cuidados consigo mesma porque acha que está numa idade perigosa para perder o marido e não atrair mais ninguém. Na novela, ela tem um casamento que todo mundo acha perfeito com Téo (Tony Ramos) e rompe pra tentar ser feliz. | ” |

Ao contrário de suas novelas anteriores, que geralmente levavam cerca de um ano de pesquisa antes de sua exibição, esta teve um período de sete meses devido à escalação da emissora anunciada às pressas. Iniciado em junho de 2002, o esquema de pesquisa funcionava da seguinte forma: a pesquisadora do autor, Gabriela, fazia um levantamento geral com possíveis opções de abordagem. Caso o tema fosse escolhido, ela fazia uma pesquisa mais específica, realizando mais pesquisas sempre que necessário ao longo da novela. Ela também entrava em contato com o autor na estreia das novelas e servia como orientadora da equipe nas gravações. Manoel Carlos voltou de viagem em agosto com ideias plenamente desenvolvidas, tendo escrito quatro capítulos até novembro daquele ano. Mulheres Apaixonadas seria a sua sexta novela da "série de Helenas", representada pela última vez em 2000, quando Vera Fischer deu vida à protagonista título em Laços de Família. O seu título reflete a ideia de pluralidade de personagens femininas e o amor como tema central, e já havia sido reservado pela emissora três anos antes a pedido do autor.
Mulheres Apaixonadas marcou a quinta e última parceria de Manoel Carlos com o diretor Ricardo Waddington, iniciada em História de Amor (1995-96), do horário das seis, participando conjuntamente da produção, escolha do elenco, trilha sonora, figurinos e até mesmo cortes de cabelo dos atores, a fim de maior adequação para o tom dos personagens. Manoel Carlos contou com a colaboração de Maria Carolina, Fausto Galvão e Vinícius Vianna na escrita dos capítulos. Como parte da preparação para a novela, Marcello Antony e Eduardo Lago tiveram aulas de vôlei intercaladas com exercícios físicos na praia do Leblon. Tony Ramos emagreceu quatro quilos e teve aulas de saxofone para a construção do personagem Téo, um músico que toca o instrumento e é casado com a protagonista Helena. Maria Padilha, a confeiteira Hilda, visitou um ateliê culinário, e o elenco do núcleo da Escola Ribeiro Alves visitou um colégio tradicional no Rio de Janeiro. Leonardo Miggiorin, que havia trabalhado com Manoel Carlos na minissérie Presença de Anita, realizou diversos procedimentos para viver o personagem Rodrigo: praticou aulas de boxe, aprendeu a andar de moto, frequentou um dermatologista para melhorar a pele e contratou um personal trainer. Carolina Kasting, José Mayer e Camila Pitanga, para interpretarem os médicos Laura, César e Luciana, acompanharam trabalhos do neurocirurgião Paulo Niemeyer, incluindo até mesmo uma cirurgia, enquanto Lavínia Vlasak colocou silicone nos seios para viver a socialite Estela. Para a composição da ciumenta Heloísa, a atriz Giulia Gam leu o livro Mulheres que Amam Demais, de Robin Norwood, e visitou o grupo de apoio Mulheres que Amam Demais Anônimas (MADA), sendo acompanhada por um psiquiatra nas gravações das cenas mais pesadas.

### Escolha do elenco

O autor Manoel Carlos (centro) e parte do elenco feminino na coletiva da telenovela.

Christiane Torloni foi escolhida para interpretar a protagonista Helena, encaixando o desejo do autor de "uma mulher bonita, determinada, de nariz em pé, com certa arrogância e atrevimento". À época da escolha, a atriz estava com projetos marcados em São Paulo quando Manoel Carlos, de férias em Nova Iorque, lhe contatou. Eles se encontraram no Central Park e o autor lhe ofereceu o papel, destacado os aspectos da Helena. Torloni dispensou o papel de Mina, de O Beijo do Vampiro (que ficou com Claudia Raia) para viver Helena — que, nas palavras do autor, seria a sua primeira Helena "politicamente incorreta", que pensa não só em outros personagens mas também nela mesma. Em seguida, Tony Ramos foi selecionado para dar vida a Teófilo, com Susana Vieira e Leonardo Miggiorin sendo também escalados para a novela.
José Mayer, Maria Padilha, Giulia Gam, Paulo Figueiredo, Natália do Valle, Marly Bueno e Cláudio Marzo foram alguns dos outros nomes revelados por Manoel Carlos em entrevista à Folha de S.Paulo em novembro de 2002, com Erik Marmo e Carolina Dieckmann juntando-se ao elenco no mesmo período. Em dezembro, a Globo apresentou o elenco oficialmente numa festa realizada no Rio de Janeiro, com alguns artistas sendo anunciados pelo jornal O Estado de S. Paulo: Camila Pitanga, Marcello Antony, Rodrigo Santoro, Regina Braga, Helena Ranaldi e Umberto Magnani. Assim como em seus trabalhos anteriores, o autor começou a escrever já com o elenco fechado, para que cada personagem funcionasse plenamente para cada ator. Três núcleos de ação principal foram escolhidos: uma escola, um hospital e um hotel. Ricardo Waddington serviu como o diretor de núcleo, trabalhando também na direção geral em conjunto com José Luiz Villamarim e Rogério Gomes. Marcelo Travesso e Ary Coslov completaram o time de direção. Um total de mais de cem atores foram selecionados, um dos maiores números da emissora.
Roberta Rodrigues, Daniel Zettel e Diego Gonçalves, presentes no filme Cidade de Deus, fizeram testes e foram aprovados conjuntamente para a novela, tendo trabalhado anteriormente no teatro e cinema, sendo esta a primeira experiência televisiva do trio. Dan Stulbach foi selecionado após Manoel Carlos assisti-lo na peça Novas Diretrizes em Tempos de Paz, de Bosco Brasil, onde contracenava com Tony Ramos. Rafael Calomeni, ex-modelo e estreante na profissão de ator, realizou quatro testes até ser finalmente aprovado. Mais de 25 atores fizeram a sua estreia na televisão através do folhetim, como Bruna Marquezine e Carol Castro. Rodrigo Santoro teve seu primeiro papel em novelas desde Estrela-Guia, de 2001, filmando quatro filmes nos Estados Unidos e no Brasil nesse meio-tempo.

### Filmagens, cenários e caracterização

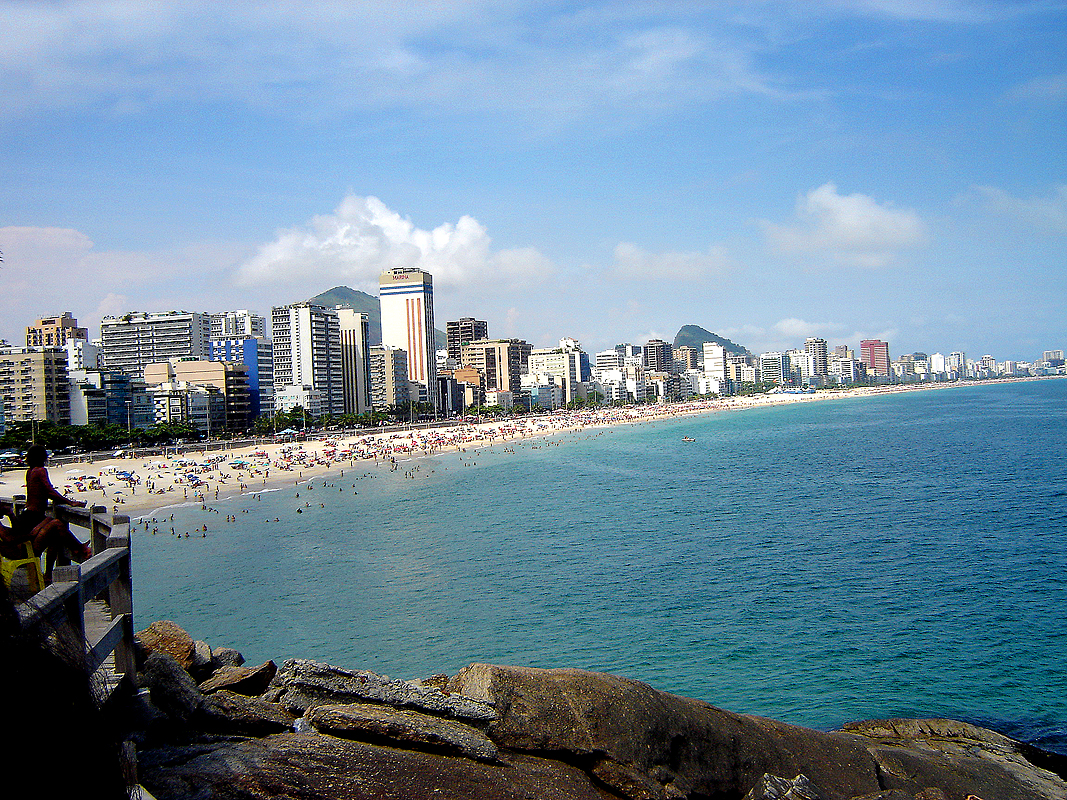
O bairro do Leblon, onde a trama se passou e foram filmadas a maior parte das cenas.

As primeiras cenas a serem filmadas foram com Torloni e Ramos e ocorreram em novembro de 2002 em Cancún, no México, onde eles ficaram por uma semana. No mês seguinte, as filmagens foram transferidas para a cidade do Rio de Janeiro e o interior do estado, com primeiras tomadas sendo feitas no antigo Autódromo de Jacarepaguá e na Pedra da Gávea. Em janeiro, foi gravado o casamento entre os personagens de Paloma Duarte e Santoro em Vassouras, em sequência às cenas em estúdio. Parte das gravações foram atrasadas, no início de 2003, em decorrência de chuvas que atingiram a cidade do Rio de Janeiro.
Ao contrário de outras novelas da Globo, Mulheres Apaixonadas não possuiu uma cidade cenográfica; em vez disso, utilizou-se cerca de 6 mil m² de cenários nos estúdios do Projac, mais do que o dobro do habitual. À exceção disto, as cenas foram gravadas nos bairros do Leblon, Ipanema, Copacabana e Barra da Tijuca, para "que o espectador veja as belezas naturais e históricas do Rio interagindo na trama". Outra inovação das gravações da novela foi filmar, no dia de exibição do capítulo, cenas em que os personagens comentassem fatos reais ocorridos horas antes, de forma que a novela tratasse "quase em tempo real" temas da atualidade — a exemplo do ocorrido em 25 de fevereiro de 2003, quando Susana Vieira e Júlia Almeida comentaram um incêndio de ônibus na cidade do Rio de Janeiro daquele dia, uma cena que foi gravada três horas antes da exibição. Ruas, comércios e pontos de encontro do Leblon, bairro retratado na trama, foram fotografados e reunidos num álbum pela figurinista Helena Gastal para compor os trajes da trama. Moradores e transeuntes também foram fotografados — incluindo entregadores, jovens, idosos, crianças, babás e cachorros —, proporcionando um tom realista e contemporâneo à caracterização dos personagens. A produção da novela custou, ao todo, cerca de 40,4 milhões de reais.
Uma das sequências de maior trabalho foi a em que Téo e Fernanda são baleados numa rua do Leblon. As cenas começaram a ser gravadas, inicialmente, em 5 de agosto de 2003 e foram estendidas por outros quatro dias, dentre ensaios e filmagens, contando com cerca de mil pessoas como plateia, 400 profissionais da equipe de produção e gravação, mais de 120 carros, 500 tiros de festim, cinco câmeras — incluindo uma panorâmica — e membros da CET-Rio e da polícia militar para monitorar o bloqueio das ruas adjacentes Uma gravação foi descartada pois um flash apareceu no momento do tiro em Fernanda e, assim, o diretor Rogério Gomes proibiu fotos e gravou a cena inteira com a rua fechada, e também deu sequência às cenas do resgate. Outros problemas ocorreram na sequência: a CET-Rio proibiu as gravações, alegando que a cena atrapalharia o trânsito, e sugeriu transferência para a Praia da Reserva no Recreio dos Bandeirantes, que estava interditada. A Associação Brasileira da Indústria Hoteleira, e o Sindicato de Hotéis, Restaurantes e Bares do Rio também protestaram contra as gravações, comentando que a novela afastaria os turistas. Ao final, a sequência foi autorizada pelo prefeito César Maia e foi a última a ser filmada naquele dia.

## Exibição
Originalmente, Mulheres Apaixonadas teve a sua estreia encomendada para março de 2003, agradando ao próprio autor. No entanto, com a baixa audiência de Esperança e a pressa para o seu encerramento, a Globo decidiu antecipar o lançamento para fevereiro, o que causou desavenças entre Manoel Carlos e executivos da emissora. Mulheres Apaixonadas estreou em 17 de fevereiro de 2003, sendo exibida de segunda à sábado às 20h30, após o Jornal Nacional, com classificação indicativa de imprópria para menores de 12 anos. Entretanto, a partir de 30 de junho de 2003, o Ministério da Justiça a reclassificou como não recomendada para menores de 14 anos, em virtude das cenas violentas e insinuações sexuais além do permitido; com isso, sua exibição passou a ser a partir das 21h. O último capítulo foi exibido em 10 de outubro, uma sexta-feira, totalizando 203 capítulos, e reprisado no dia seguinte.
O tema de abertura da trama é "Pela luz dos olhos teus", interpretada por Tom Jobim e Miúcha, usada anteriormente na trilha de Dona Xepa, de 1977. A vinheta foi criada pela equipe de Hans Donner e consistia em fotos de mulheres em diferentes momentos, exibidas em um tom azul. Para tal, a Globo promoveu um concurso aos telespectadores selecionando imagens de mulheres com seus filhos, maridos, parentes ou amigas. Inicialmente, a ideia era renovar as fotos a cada mês, mas com o grande número de retratos enviados — mais de 100 mil foram considerados — a tomada passou a ser atualizada a cada 15 capítulos. Na última semana de exibição, constaram fotos de parentes da equipe envolvida na produção do folhetim. O mesmo artifício foi utilizado na reprise no Viva em 2020-21 e na segunda na TV Globo, em 2023.

### Reprises
Foi reprisada pela primeira vez no Vale a Pena Ver de Novo de 1º de setembro de 2008 até 27 de fevereiro de 2009, em 130 capítulos, substituindo Cabocla e sendo substituída por Senhora do Destino. A reprise foi oficialmente anunciada a cinco dias de sua estreia e recebeu a classificação de imprópria para menores de 10 anos, com boa parte da violência e das cenas fortes da original sendo removidas.
O canal Viva, de propriedade da Globosat, reprisou a novela na íntegra como parte de suas comemorações de dez anos, de 24 de agosto de 2020 a 16 de abril de 2021, com o último capítulo reexibido no dia seguinte, substituindo O Clone e foi substituída por Da Cor do Pecado. Esta exibição, similar às antecessoras, contou com uma maratona dos capítulos nas noites de domingo. No dia de seu encerramento, o canal promoveu uma conversa com os atores Leonardo Miggiorin e Carol Castro no Instagram, uma transmissão dos melhores momentos da novela no YouTube e um resumo das últimas semanas.
Foi reprisada novamente no Vale a Pena Ver de Novo em 29 de maio até 1° de dezembro de 2023, em 135 capítulos, substituindo O Rei do Gado e sendo substituída por Paraíso Tropical. Esta segunda reapresentação ocorreria, originalmente, a partir de novembro de 2022, em substituição à A Favorita, mas foi trocada por O Rei do Gado por questões estratégicas de programação. A segunda reprise ocorreu no ano em que a telenovela faz 20 anos de sua estreia e o autor Manoel Carlos completa 90 anos.

### Outras Mídias
Em 10 de maio de 2021, foi disponibilizada na íntegra pelo Globoplay como parte do Projeto Resgate. Em 19 de fevereiro de 2024, foi atualizada pela plataforma de streaming da Globo como parte do Projeto Originalidade, com a atualização para o formato de exibição original; com o formato de imagem restaurado em 4:3, além de aberturas, vinhetas de intervalo e encerramento originais.
Internacionalmente, a novela foi exibida através da TV Globo Internacional e outras emissoras, como a Telefe na Argentina, a Ecuavisa no Equador, a Telemundo nos Estados Unidos e a SIC em Portugal, onde ganhou reprise em 2009.

## Temáticas
Assim como em outras produções de Manoel Carlos, Mulheres Apaixonadas contou com uma série de temáticas contundentes introduzidas ao longo da trama por meio de diversos personagens, alguns dos quais tiveram alguma relação com a protagonista Helena. O adultério e a infidelidade serviram como fio condutor da trama da própria personagem, que trai seu antigo amor César com o futuro marido Téo; durante o casamento, ela trai Téo numa viagem ao México com um hóspede no hotel, e trai-o novamente anos depois com o César, já insatisfeita com o casamento. Os temas também foram abordados através de Téo, que trai Helena com a ex-garota de programa Fernanda e origina os filhos Salete e Lucas, que Helena pensa ser adotado de outra família. Uma situação similar ocorreu com a personagem Silvia que, assim como Helena, está insatisfeita com seu casamento e trai o marido Afrânio com o taxista Caetano.
Notoriamente, a homossexualidade retratada em Mulheres Apaixonadas, através das personagens Clara e Rafaela, foi uma das primeiras a serem bem aceitas na teledramaturgia. Embora a audiência não aceitasse um beijo, conforme pesquisa encomendada pela Globo, elas deram um selinho interpretando Romeu e Julieta na escola. Um casal lésbico chegou a ser incluído em Torre de Babel (1998), mas a rejeição do público fez com que o autor Silvio de Abreu as eliminassem da trama numa cena da explosão do shopping Tropical Towers. O alcoolismo foi retratado através da professora de geografia Santana, viciada em bebida. Ela chegou a dar aula embriagada, foi afastada do trabalho e, num momento de abstinência, bebeu perfume para saciar o vício. Este momento serviu de epifania à personagem, que passa a frequentar grupos de alcoólicos anônimos. A violência urbana foi abordada em diversos diálogos da novela, e teve um impulso com um tiroteio envolvendo Téo e Fernanda. Ele fica internado mas se recupera, enquanto ela morre, vítima de bala perdida.
Duas relações de caráter obsessivo foram destaques na trama, embora de formas diferentes. O casamento de Heloísa e Sérgio, já em crise com a falta de filhos, se deteriora com as constantes crises de ciúmes obsessivos dela. Como exemplo dos ataques, a irmã de Helena vistoria os bolsos de Sérgio, corta suas roupas, o esfaqueia e ameaçou se suicidar em determinados pontos da trama, além de nutrir uma raiva por Dóris e Vidinha, que não resistem às cantadas de Sérgio. Para tentar controlar seus ataques de ciúmes, ela frequenta reuniões do grupo Mulheres que Amam Demais Anônimas (MADA). A segunda relação, entre Raquel e Marcos, ficou marcada pelo caráter controlador e agressivo de Marcos, que além de ameaçar Raquel a agride com raquetes de tênis. A paixão dela pelo jovem Fred aumenta os ataques de Marcos, que é denunciado por Raquel à Delegacia Especial da Mulher, acompanhada por Helena. Helena Ranaldi relembrou a personagem Raquel em algumas oportunidades: para o Superpoderosas, da Band, ela disse ter achado interessante a abordagem da violência doméstica "com uma personagem que era uma pessoa instruída, que tinha estudo, preparo, classe média", enquanto para a rádio Jovem Pan relembrou ter tido crises de choro após algumas gravações das cenas de agressão.
Outras temáticas de destaque na trama foram representadas pela família de Irene e Carlão, vizinhos de Helena. O filho Carlinhos, virgem, assedia a empregada Zilda e menciona masturbação, enquanto o etarismo foi abordado com a filha Dóris, que maltrata e desrespeita os avós Leopoldo e Flora, que diz que eles ocupam espaço e deveriam morar num asilo e rouba dinheiro dos idosos. O celibato foi discutido com a socialite Estela, prima de Helena que se apaixona pelo padre Pedro, que realizou sua primeira comunhão; depois de se jogar nos braços dele várias vezes, ele abandona a batina e inicia a relação com ela. Outra personagem ligada a Helena, sua cunhada Lorena representou a diferença de idade num relacionamento, ao apaixonar-se pelo jovem Expedito. A virgindade foi discutida através dos jovens Edwiges e Cláudio que, apaixonado, tenta várias vezes transar com ela, sem sucesso. Edwiges tem sua primeira noite de amor com Cláudio no final da novela, quando se casa com ele.

## Música
Considerada uma "personagem invisível, mas importante, presente, bonita, e sedutora" por João Máximo do O Globo, a música de Mulheres Apaixonadas foi selecionada pelo próprio Manoel Carlos em conjunto com o diretor Ricardo Waddington e Mariozinho Rocha, diretor musical da emissora. Eles trabalharam também com o compositor Alberto Rosenblit para as passagens instrumentais presentes nos capítulos, de forma que elas combinassem "com o traço psicológico do personagem ou com o tom da cena". Uma controvérsia foi criada em relação ao uso da música "Só chamei porque te amo", de Gilberto Gil, regravada da original "I Just Called to Say I Love You", de Stevie Wonder, mas ambas as partes chegaram a um acordo e a sua inclusão foi mantida.
A trilha sonora da novela foi lançada pela Som Livre, gravadora da Globo responsável pelos lançamentos discográficos das novelas da emissora, e inovou em sua distribuição, sendo comercializada como um disco duplo, apresentando as músicas nacionais em um CD e as internacionais em outro. Além de Gilberto e da música de abertura "Pela luz dos olhos teus", a coletânea nacional incluiu canções de artistas como Tribalistas, Gal Costa, Luiza Possi e Fernanda Abreu. A pedido do autor, constou também a canção "Você", interpretada pela jornalista Marília Gabriela e seu então marido, o ator Reynaldo Gianecchini. Na compilação internacional, entraram temas de Norah Jones, Avril Lavigne, Bon Jovi, Matchbox Twenty, Maná, Shakira, Jennifer Lopez e outros. A trilha sonora foi um grande sucesso comercial, recebendo um certificado de diamante pela Associação Brasileira dos Produtores de Discos (ABPD), representando mais de 1 milhão de cópias vendidas, entregue ao autor Manoel Carlos pelo diretor da Som Livre, João Araújo. Com o sucesso, um segundo volume foi comercializado, contendo músicas ausentes da anterior.

## Recepção

### Audiência
Exibição original

Gráfico elaborado pela Veja com as audiências mensais e picos de capítulos de destaque da novela, até julho de 2003.

O principal objetivo da Globo com Mulheres Apaixonadas era recuperar a audiência perdida com Esperança, que até então havia registrado os piores índices da história da emissora na faixa das 20h. Para tal, apostou-se numa trama com abordagem contemporânea e foi imposta, pelos diretores, uma meta de 45 pontos de audiência, similar a outras produções do mesmo horário. Na Grande São Paulo, principal mercado publicitário brasileiro, a novela estreou com exatos 45 pontos de média, dois a menos do que a estreia de Esperança, e viu sua audiência estabilizar em sua primeira semana: o segundo capítulo repetiu os 45 do anterior, um feito considerado "raro", e os quatro primeiros capítulos obtiveram 44 pontos de média — um a mais do que O Clone e atrás de Terra Nostra (1999, 46 pontos), no mesmo período — e 63% de share em São Paulo, segundo dados do Instituto Brasileiro de Opinião Pública e Estatística (IBOPE).
Os dois primeiros meses de Mulheres Apaixonadas renderam os resultados esperados pela emissora, com diversos capítulos entre abril e maio alcançando e ultrapassando a média esperada. A média total deste período foi de 40 pontos na Grande São Paulo e, a partir de abril de 2003, a novela aumentou sua média semanal, atingindo um recorde de 51 pontos em 26 de maio. Numa "escala gradativa" prevista pelo autor, Mulheres Apaixonadas teve seu primeiro recorde em 14 de abril com 46 pontos, superado em 22 de abril com 47 pontos, em 19 de maio com 51 pontos, além de picos de 58 quando Heloísa esfaqueia Sérgio. Em junho, voltou a bater seu próprio recorde com 52 pontos de média e picos de 56; entre 21 e 26 de julho, obteve média semanal recorde de 50 pontos. No dia do capítulo em que foi exibido o tiroteio em que a personagem Fernanda é baleada, um sábado, registrou 49 de média; na segunda-feira seguinte, com a reexibição da sequência, a novela marcou seu recorde até então: 58 de audiência com picos de 62 pontos e 83% de share em São Paulo. Àquela altura, a trama atingiu 45 pontos de média, índices superiores aos obtidos por O Clone e Terra Nostra até os capítulos de número 152. O folhetim registrou seu recorde definitivo no capítulo final, em 10 de outubro de 2003, com 61 pontos de média e share de 71% na Grande São Paulo.
Mulheres Apaixonadas finalizou seus 203 capítulos com uma média final de 47 pontos de audiência, uma elevação de nove pontos em relação aos 38 pontos de Esperança. No Painel Nacional de Televisão (PNT), que mede a audiência das 15 maiores regiões metropolitanas brasileiras, a novela fechou com 48,1 pontos e 70,8% de share, um aumento de nove pontos sobre a antecessora. Segundo reportagem da Veja, aproximadamente 35 milhões de pessoas assistiam à novela todos os dias, a nível nacional.
Reprises
Mulheres Apaixonadas estreou com 16 pontos em sua primeira reprise no Vale a Pena Ver de Novo. Sua maior audiência foi de 26 pontos no último capítulo e fechou com uma média geral de 18 pontos, tendo vencido ocasionalmente as novelas das seis e das sete à época, respectivamente, Negócio da China e Três Irmãs. Mulheres Apaixonadas registrou o melhor primeiro mês da história do canal Viva, levando-o à liderança de audiência da TV paga nacionalmente em suas duas primeiras semanas — um aumento em 37% sobre a então recordista, O Cravo e a Rosa. A novela encerrou sua exibição como a sexta mais vista na história do canal, em lista divulgada em 2021, sendo a terceira mais vista na faixa das 23h. Obteve o segundo melhor resultado na faixa de 13h30 e na maratona aos domingos, atrás novamente de O Cravo a Rosa, alcançando cerca de 15 milhões de pessoas em sua reprise; o último capítulo registrou um aumento de 87% em relação às quatro semanas anteriores.
A segunda reprise na TV Globo, em 2023, estreou com 18,8 pontos e picos de 20,3 e share de 36% na Grande São Paulo, batendo recorde já no segundo com 20,7 pontos. Sua estreia representou um aumento de 20% na faixa e a melhor desde Laços de Família em 2020, também de Manoel Carlos, além de ter sido notoriamente superior à da reprise de 2008. No Rio de Janeiro, a reestreia marcou 27 pontos e 44% de share, o maior índice de um primeiro capítulo no Vale a Pena Ver de Novo na região desde 2007. A exibição foi caindo gradativamente no decorrer, chegando a marcar 10 pontos quando um apagão atingiu a cidade de São Paulo. Na referida cidade, marcou 15 pontos no desfecho — o pior índice em último capítulo desde os 14 pontos de Celebridade em 2018 —, e 19 no Rio de Janeiro. Fechou com 14,95 pontos de média geral, dentro do estipulado no horário, mas derrubando 12,62% da audiência de O Rei do Gado e tendo a pior média desde Ti Ti Ti, que anotou 14,49 pontos em 2021.

### Avaliação crítica

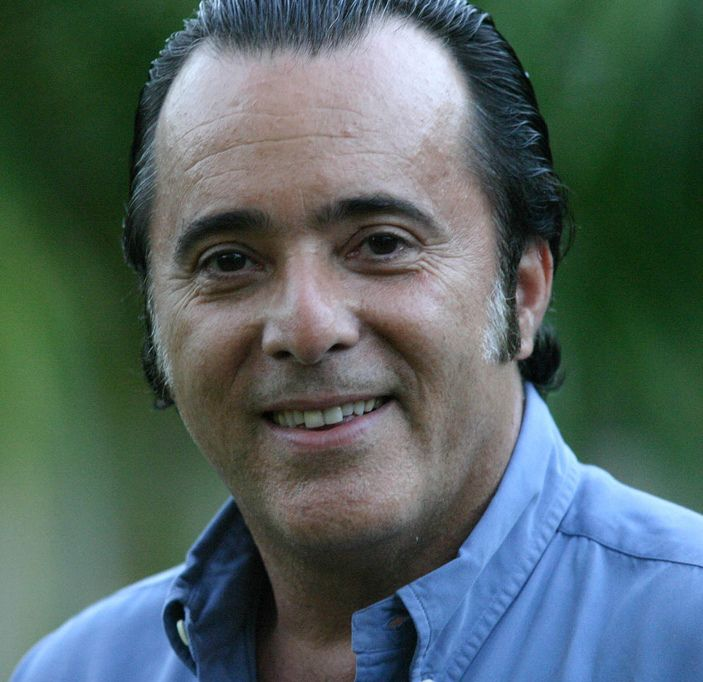
Para Artur Xexéo, do O Globo, o personagem Téo, é um papel que "não parece adequado à sua personalidade televisiva".

Em seus primeiros dias de exibição, Mulheres Apaixonadas foi recebida positivamente por periodistas da Folha de S.Paulo. Ester Hamburger recebeu com entusiasmo a "opção folhetinesca" pretendida pela Globo com a trama, vindo a concluir: "Exemplar bem realizado de uma tradição, a novela encarna as limitações de um imaginário centrado no amor romântico, que a indústria cultural se encarregou de difundir como ideal possível". Xico Sá, por sua vez, avaliou que a predominância de mulheres, aliada às diversas situações da trama, ajudou a "ressuscitar" a novela das 20h. Ricardo Valladares, da Veja, compartilhou da mesma opinião; ele considerou que, de tal forma, "as pessoas voltam a ver a novela no dia seguinte", e comentou: "O mais importante é que a trama tem sal e, até agora, foi ousada sem ser chocante nem pesadona. (...) Entre as qualidades exibidas até agora pela novela, estão os diálogos e os ganchos de continuação. Descontadas algumas frases teatrais, as conversas são afiadas e convincentes". Em matéria para a IstoÉ Gente, Marina Monzillo avaliou a estreia da novela com quatro estrelas de cinco e elogios direcionados aos diferentes dramas dos personagens, como o conflito entre César e Rodrigo e os maus-tratos de Dóris a seus avós, recebendo com entusiasmo a "fórmula bem-sucedida e já característica" entre Manoel Carlos e Ricardo Waddington.
Artur Xexéo, d'O Globo, avaliou que seus recursos televisivos demonstraram "que Manoel Carlos domina os segredos da telenovela". Ele também considerou que as duas primeiras situações da novela — uma festa de casamento e um enterro — permitiu "reunir em apenas dois ambientes todos, ou quase todos, os personagens [num] quem-é-quem esclarecedor e divertido", destacou as atuações de Suzana Vieira, Paloma Duarte, Rodrigo Santoro e Maria Padilha, e criticou o personagem de Tony Ramos por não "parece[r] adequado à sua personalidade televisiva". Concluiu: "E, para culminar, o bom primeiro capítulo terminou com um gancho.  (...) A estreia de Mulheres Apaixonadas mostrou que um mestre está no ar. Abram alas para ele". Duas jornalistas d'O Estado de S. Paulo tiveram opiniões positivas acerca do folhetim, embora com visões diferentes: Leila Reis ponderou sobre a diferença do folhetim em relação à programação comum, argumentando que o glamour e os conflitos da classe média carioca contribuíram para a sua audiência, enquanto Cristina Padiglione focou-se no realismo tratado na novela que, para ela, permitiu que o dia ganhasse "cronologia de vida real" mas expôs falhas "evidentes" da produção.
| “ | Talvez seja a avalanche de desgraças que a TV despeja em cima do telespectador todos os dias que leve o público a desejar um refresco. Um pouco de glamour para contrabalançar com o festival de rebeliões, desbarrancamento de encostas, acidentes de trânsito, crimes nefastos, desgraças individuais exploradas às últimas consequências pelas revistas femininas, programas de auditório e pelos "noticiários" policiais. Talvez esteja aí também a boa receptividade do telespectador para com Mulheres Apaixonadas. | ” |
|   | — Leila Reis, do Estado de S. Paulo. |   |

### Prêmios e indicações
O sucesso crítico de Mulheres Apaixonadas refletiu-se nas premiações televisivas, conquistando uma série de prêmios e indicações nos anos de 2003 e 2004. Dentre as múltiplas vitórias, destacaram-se 5 pelo Prêmio Extra de Televisão e Melhores do Ano, 4 do Troféu Imprensa, 11 do Prêmio Qualidade Brasil (considerado as votações de ambas as edições carioca e paulista) e 6 do Prêmio Contigo!. Além destes prêmios, a personagem Heloísa, interpretada por Giulia Gam, foi eleita a melhor neurótica e ciumenta de Manoel Carlos, obtendo 59% dos votos de uma enquete realizada com 3 mil leitores da Folha de S.Paulo.

## Legado

### Impacto comercial e cultural
Não sei a razão desses dados, mas imagino que seja a atração que exercem sobre as pessoas mais carentes histórias do dia a dia, temas comuns a todo mundo, personagens identificados com a realidade e os cenários naturais belíssimos do Rio.

—Manoel Carlos sobre a resposta positiva da novela em diferentes classes, em declaração à Folha de S.Paulo.
Mulheres Apaixonadas representou um grande sucesso comercial para a Globo, cumprindo fielmente a proposta dos executivos de recuperar a audiência da antecessora Esperança, que havia registrado os piores índices para uma produção das 20h e lidou com diversos problemas em sua produção. Além de ter recuperado o público do horário, Mulheres Apaixonadas introduziu novos públicos para uma novela das oito, em especial o infanto-juvenil, feminino e pertencente às classes D e E — algo que Lilian Fernandes, do O Globo, creditou às diversas histórias entrelaçadas e que agradaram públicos de diferentes idades. Ela destacou algumas dessas histórias em matéria do jornal, como o núcleo dos jovens Cláudio e Edwiges, o romance dos co-protagonistas Téo e Helena, os maus tratos aos idosos Leopoldo e Flora pela neta Dóris, e a aceitação do romance lésbico entre Clara e Rafaela.
Os bons resultados da novela refletiram-se também na publicidade. De acordo com o autor, a novela representou o seu maior sucesso de merchandising até então, chegando a contabilizar duas ações do tipo em alguns capítulos e com mais de 40 inserções ocorrendo por volta do capítulo 100. Empresas como Natura, Nestlé e Omo desembolsaram aproximadamente 150 mil dólares — o equivalente a 550 mil reais, à época — para terem seus produtos veiculados na trama, rendendo à emissora 412 mil reais por capítulo. Mulheres Apaixonadas movimentou também o setor fonográfico brasileiro: o primeiro volume da trilha sonora da novela vendeu 430 mil unidades em três meses, atingindo a marca de 1 milhão de cópias e se tornando o álbum mais vendido no Brasil em 2003, enquanto o segundo constou entre os vinte mais comprados daquele ano. Ambas as coletâneas geraram músicas bem sucedidas no país. "Velha infância", do grupo Tribalistas, foi a mais tocada nas rádios brasileiras em 2003, com o álbum homônimo certificado diamante; "Mais uma vez", de Renato Russo, foi a quinta mais reproduzida do ano; "I'm with You", interpretada por Avril Lavigne, foi a vigésima mais tocada nas rádios em 2003, sendo a única internacional entre as vinte mais; e "Don't Know Why", cantada por Norah Jones, cresceu em popularidade ao longo do ano e o seu uso na novela ajudou a impulsionar no país as vendas de seu álbum, Come Away with Me, certificado como platina ao final do ano.
À parte de seu sucesso comercial, Mulheres Apaixonadas foi também um dos maiores sucessos críticos do ano, com uma série de troféus sendo conquistados pela trama e por seus atores, com os mais premiados sendo Dan Stulbach, eleito melhor ator pela Associação Paulista de Críticos de Arte (APCA), Giulia Gam, vencedora do prêmio de melhor atriz no Troféu Imprensa, e Bruna Marquezine, ganhadora de troféus como atriz revelação e mirim. Foi parodiada nos humorísticos Casseta & Planeta, Urgente!, sob o título Mulheres Recauchutadas, e CQC, onde os atores Helena Ranaldi e Dan Stulbach realizaram uma esquete invertendo os seus respectivos papéis na trama. Em julho de 2003, a revista Veja fez uma matéria de capa sobre a novela, aprofundando a boa aceitação dos temas retratados e a alta audiência, assim como a estadunidense Newsweek no mesmo período, que destacou a variedade de abordagens temáticas e a construção dos capítulos — chegando a fazer um trocadilho de seu título por Mulheres Exageradas, devido às diferentes características e situações das personagens.

### Impacto social
A abrangência temática de Mulheres Apaixonadas foi um dos principais pontos responsáveis por seu sucesso em audiência e crítica, com cerca de 623 ações socioeducativas — comumente denominadas como "merchandising sociais" — ocorrendo ao longo da trama. O relacionamento de Heloísa e Sérgio, interpretado por Giulia Gam e Marcello Antony, ajudou a expor e ampliar o alcance do trabalho dos grupos Mulheres que Amam Demais Anônimas (MADA), que lida com casos de mulheres obsessivas por seus maridos. A popularidade da temática deste casal impulsionou as vendas do livro Mulheres que Amam Demais, da terapeuta Robin Norwood: de 300 exemplares por mês, saltou para 2 mil por mês e atingiu a marca de 80 mil réplicas vendidas até setembro de 2003, consoante Elite Cotrim, gerente comercial de vendas do Grupo Siciliano. Originalmente lançada em 1995, a obra ganhou uma edição especial com a exibição da novela.

O senador José Sarney (centro) a atriz Regiane Alves e o ator Daniel Zettel no lançamento do programa Cidade Amiga da Terceira Idade. O Estatuto do Idoso foi aprovado graças à grande repercussão dos maus tratos da personagem Dóris a seus avós na telenovela. (Agência Senado).

Em 27 de agosto de 2003, os atores Helena Ranaldi e Dan Stulbach, intérpretes de Raquel e Marcos, foram à Brasília visitar o então presidente Luiz Inácio Lula da Silva e participaram do lançamento do Programa Nacional de Combate à Violência contra a Mulher. Após a exibição do capítulo de 22 de setembro, quando Raquel denuncia Marcos à Delegacia Especial da Mulher, o número de denúncias contra violência doméstica aumentou em todo o país; no Rio de Janeiro, por exemplo, o registro de ocorrências aumentou em 40%. Dois anos depois, foi instituída a Lei Maria da Penha para coibir atos de violência doméstica contra a mulher. Os maus tratos realizados por Dóris a seus avós Leopoldo e Flora também influenciaram a sociedade brasileira, incentivando o aumento de denúncias de agressões contra os idosos e levando à aprovação do Estatuto do Idoso pelo Senado Federal ainda em 2003. O projeto vinha sendo amplamente discutido no Congresso, e foi antecedido pelo programa Cidade Amiga da Terceira Idade, cujo lançamento contou com a presença dos atores Regiane Alves, Daniel Zettel, Oswaldo Louzada e Carmem Silva.
Outras duas temáticas populares no desenvolvimento da trama, o câncer de mama e o alcoolismo foram plenamente representadas no mercado literário, com uma série de obras sendo encomendadas e tendo suas vendas impulsionadas pela novela. A escritora Rita Ruschel relatou à Gazeta Digital um aumento considerável nas vendas de suas obras depois que alguns núcleos seus — a partir dos quais, segundo ela, o autor Manoel Carlos inspirou-se para compor as histórias de Heloísa e Silvia — foram incluídos na novela. No dia 9 de agosto de 2003, um sábado, logo após a exibição da cena em que Fernanda é baleada, o ator José Mayer iniciou o Criança Esperança discursando contra a violência, acompanhado de Bruna Marquezine. Em cima da discussão da violência urbana, foram gravadas cenas da novela na manifestação Brasil Sem Armas, promovida pelo Movimento Viva Rio e apoiada pela Globo e pelo autor; atores da trama participaram do movimento, como Tony Ramos, caracterizado de cadeira de rodas — representando o personagem Téo, que estava em processo de recuperação da bala atingida. A passeata reuniu cerca de 40 mil pessoas em Copacabana com o objetivo de pressionar a aprovação do Estatuto do Desarmamento, sancionado em 23 de dezembro daquele ano. O romance entre as adolescentes Clara e Rafaela, bem aceitos pelo público, inspirou a cantora e escritora Vange Leonel a lançar o romance Baladas para Meninas Perdidas, focado num casal de jovens lésbicas. Ela comentou para a Gazeta Digital:
| “ | Essa aceitação do público, a recepção que Clara e Rafaela vêm recebendo, ajuda quem sempre falou sobre o assunto, como eu. É uma via de mão dupla. Antes do Maneco compor as personagens, mandei muito material meu sobre o assunto para ele. Agora a trama dele abre as portas para os livros sobre o assunto. É muito bom esse intercâmbio. | ” |

### Comentários em retrospecto
Em retrospecto, Mulheres Apaixonadas foi avaliada positivamente por atores que participaram da novela e também pelo próprio autor. Para o Gshow, Christiane Torloni, que viveu a protagonista Helena, comentou que o papel "coroa" uma carreira e que "se você está fazendo uma novela tão contemporânea e com a dramaturgia que o Maneco tem, a qualidade é a humanidade, não se pode ter julgamento de valor". Em coletiva de imprensa da novela Em Família, onde viveu a última Helena durante as segundas e terceira fase, Bruna Marquezine, intérprete de Salete, demonstrou-se generosa por Manoel Carlos ter lhe dado a oportunidade de um papel de tamanha responsabilidade emocional em sua estreia na televisão, complementando: "A partir do momento em que eu adquiri um pouco mais de maturidade, eu revi Mulheres Apaixonadas [e] foi aí que eu tive noção do que a Salete foi pra mim como atriz. Se eu já admirava o Maneco, a partir desse momento, passei a admirá-lo ainda mais (...)". Vanessa Gerbelli, que interpretou a mãe de Salete, Fernanda, disse ao Gshow que a novela "foi um trabalho muito especial na minha carreira. Aprendi muito ali com grandes artistas e também amadureci como mulher, como profissional" e que Manoel Carlos é "um autor espetacular, que escreve com a subjetividade e propõe uma liberdade ao ator, que torna o trabalho orgânico e tudo fica de verdade".
Durante a participação de Regiane Alves no Video Show, Marcos Caruso, intérprete de Carlão, elogiou a atuação e comprometimento da colega de trabalho; ela relembrou ter sofrido represálias nas ruas na época de exibição da novela, ironizando em 2019 em seu Twitter que "os tempos estão tão estranhos que, se eu fizesse a Dóris nos dias de hoje, seria amada". A atriz Giulia Gam comentou ao mesmo programa que a personagem Heloísa "mudou a minha percepção, no sentido de até onde uma atriz pode ir" e que pessoas ainda a agradecem por ter sido como uma "terapeuta" e "alguém que, de certa maneira abriu uma janela" para o debate sobre obsessão numa relação. Entrevistado pelo O Estado de S. Paulo, Manoel Carlos considerou que Mulheres Apaixonadas foi a sua primeira obra a "enfatizar" os temas de violência doméstica, preconceito contra idosos e homossexualidade. Ele creditou o seu sucesso ao conjunto da obra: direção, equipe, atores, produção e os diferentes núcleos, que ofereceram ao telespectador uma visão mais dinâmica do formato novelístico, incorporando elementos de séries e minisséries.